# カルラエの戦い
カルラエの戦い（カルラエのたたかい、Battle of Carrhae）は、紀元前53年にカルラエ（現：ハッラーン）で行われたローマ軍とパルティア軍の戦い。第一次パルティア戦争の最終局面であり、パルティアが勝利を収めた。

## 背景
紀元前55年にマルクス・リキニウス・クラッススは、グナエウス・ポンペイウスと共に務めたコンスル（執政官）の任期を終えた。当時、クラッススはポンペイウス、ガイウス・ユリウス・カエサルと共に第一回三頭政治を行い、2度の執政官を務めて政治的な実績を重ねていたが、第三次奴隷戦争を鎮圧して以来ほぼ20年間、軍事的には目立った実績が無かったため、パルティア遠征を考えた。ローマとパルティアではまだ国境線がはっきりしていなかった。元老院は遠征しないように説得したが、カエサルとポンペイウスが賛成したので、元老院はしぶしぶ承諾した。
クラッスス率いるローマ軍は紀元前55年の終わりにシリア属州のアンティオキアに到着した。アルメニア王アルタウァスデス2世は参戦を約束、アルメニア領内を通ってパルティアを攻撃するように助言したが、クラッススはこれを断り、シリアから東に進んでユーフラテス川を渡ると、南東の砂漠地帯を進んでパルティアへ向かった。このルートだと、ユーフラテス川沿いに進むより行軍の負担が大きくなるが、早くアルメニア軍と合流できるという利点があった。
迎え撃つパルティア王オロデス2世は軍隊を2分し、自らは歩兵や重装騎兵（カタフラクト）といった正規軍を率いてアルメニア攻撃に向かい、部下のスレナスにはスレナス自身の私兵でクラッスス迎撃に向かわせた。この私兵はほとんどが弓矢を装備した軽騎兵であった。
クラッススはユーフラテス川を渡り終えたところでアルメニアから不参戦を伝えられた。しかしこれを聞いてもクラッススは行軍ルートを変えていない。ローマ兵達は脱水症状と熱射病から衰弱した。ちなみにこの連絡の後、ローマ軍の道案内をしていたアラビア人が姿を消している。
数日後、ローマ軍はカルラエ近郊で早くもパルティア軍と遭遇した。

## 戦闘

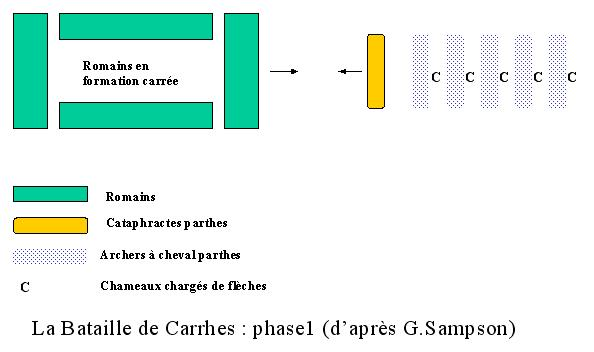
戦闘開始時の布陣。左側がローマ軍、右側がパルティア軍。

クラッススはすぐに陣形を組ませた。左翼はカシウスの騎兵2000、右翼はクラッススの息子プブリウス・リキニウス・クラッススのガリア騎兵1000、中央はオクタヴィウスが全歩兵を率いていた。クラッススは中央の歩兵が横長なのを、敵騎兵に突破されないかと心配し、縦に厚く布陣しなおさせた。パルティア軍が襲ってきた時、布陣はまだ終わっていなかった。

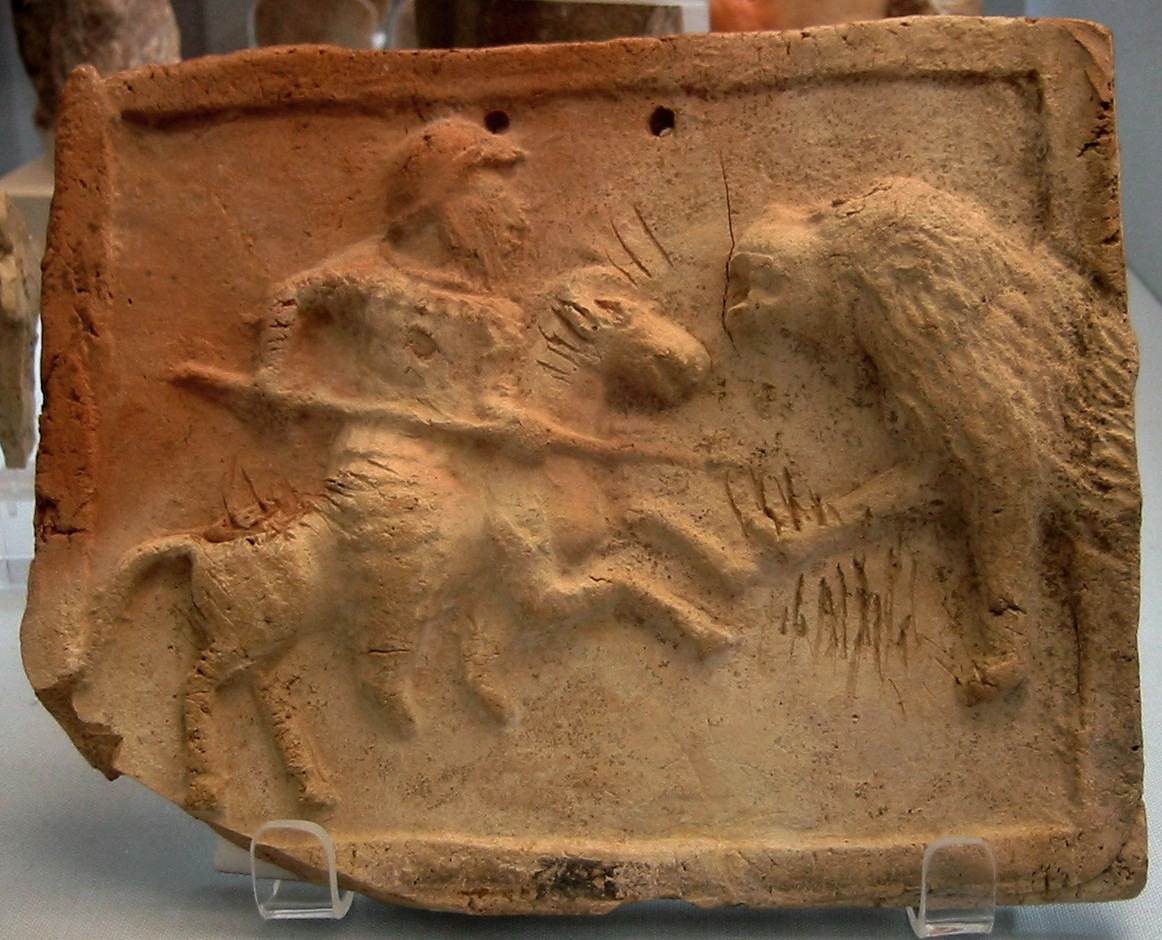
長槍コンタリオンを構えたパルティアのカタフラクトがライオンと戦うレリーフ

ローマ軍はテストゥドでそれまでパルティアの主力だった重装騎兵の攻撃を待ち受けたが、ひたすらパルティア軽騎兵による弓の射撃が続いた。ローマ側は、中央の歩兵は陣形を維持し、盾で防御して矢が尽きるのを待った。しかしスレナスは後方にラクダ1000頭を配置し、これに大量の矢を積ませていたので、パルティアの矢の雨は尽きることがなかった。また、パルティア軍の弓矢はスレナスの改良によって威力・射程が倍増しており、ローマ兵の弓矢の射程外から攻撃することができ、しばしばローマ兵の盾を貫通した。左翼・右翼の騎兵は剣と槍を持った重装騎兵だったため進軍速度が遅く、パルティアの軽騎兵に近づくことができなかった。
状況を打開せんとクラッススは、右翼のプブリウスに突撃を命じた。するとスレナスは退却するふりをしてこれを誘い出し、包囲して殲滅、プブリウスは自害した。
この間、残ったローマ軍は死傷者の手当てをし、陣形を整えていた。そこへパルティア軍が戻ってきて、プブリウスの首を投げてよこした。ローマ軍は浮き足立ち、陣形を乱した。クラッススは下馬し、兵を鼓舞してまわったが、効果はなかった。再び戦いが始まり、パルティアの大勝利に終わった。
夜になってパルティア軍が引き上げると、ローマ軍はカッレへと退却し始めた。約4000人の負傷者を置き去りにし、戦死者の埋葬もしないままだった。

## 結果
この戦いは、ローマが喫した大敗北のうちの1つである。指揮官のクラッススもこの戦いの後に殺害され、首級はオロデス2世のもとへ送られた。パルティア軍の残り半分のアルメニア方面軍はアルメニア王国へ侵入したため、アルメニア王アルタウァスデス2世はローマと手を切って、パルティアとの同盟を結んだ。
しかし、この勝利によりオロデス2世は司令官スレナスに疑惑と嫉妬の念を持つようになり、最終的にスレナスを粛清してしまう。スレナスの死後、オロデス2世は自ら軍隊の指揮を執るようになる。しかしオロデス2世はスレナスと違って戦いに慣れていないばかりか、器用では無かった。
クラッスス配下のガイウス・カッシウス・ロンギヌスはシリア属州から約10,000の兵を連れて帰り、2年間シリアをオロデス2世の攻撃より守る。その後カッシウスはパルティア軍を破り、この勝利でマルクス・トゥッリウス・キケロから賞賛された。パルティア東方で遊牧民族の襲撃が活発化したこともあり、オロデス2世は軍を退かざるをえなくなった。防衛に成功したことで名を上げたカッシウスは後にマルクス・ユニウス・ブルトゥスと共に紀元前44年のカエサル暗殺の首謀者の1人となった。
クラッススの戦死で三頭政治の一角が崩れ、前年の紀元前54年にポンペイウスの妻でカエサルの娘ユリアが亡くなったこともあって三頭政治は崩壊し、紀元前49年のローマ内戦の遠因となった。
カルラエの戦いによって、絹がヨーロッパ大陸にもたらされた。どうにか戦いを生き残ったローマ兵士は、パルティア軍の光り輝く旗（恐らく絹製）を見たことを報告した。ヨーロッパで絹への関心が大きくなっていったことが、シルクロードが中国から西ヨーロッパまで延長され、歴史上最も大きく最も豊富な通商路になっていくことの大きな原動力となる。